# عبد الجلال رزمنده
عبد الجلال رزمنده (1952 – 6 أبريل 1990) كان لواء في الجيش الأفغاني، شغل أيضًا منصب مدير الخاد، خلال جمهورية أفغانستان الديمقراطية. 

## حياته المبكرة
ولد رزمنده في عام 1952 في ده ملا يوسف، قرية في ولاية بروان، أفغانستان. كان ابن حجي ميرزا عبد الجبار وترعرع في عائلة فكرية. أنهى تعليمه الابتدائي والثانوي في مدرسة نومان في بروان وحصل على شهادة في الصحافة من كلية الأدب، جامعة كابل في عام 1977.

## اغتياله
في 6 أبريل 1990، تم اغتيال رزمنده وجنرال آخر من قبل الحزب الإسلامي قلب الدين في مقاطعة بشتون زرغون في هرات، أفغانستان تحت ذريعة الاستسلام لحكومة الرئيس نجيب الله. 